# NGC 6421
NGC 6421 é uma nuvem estelar na direção da constelação de Scorpius. O objeto foi descoberto pelo astrônomo John Herschel em 1834, usando um telescópio refletor com abertura de 18,6 polegadas. 